# Amazonia (Missouri)
Amazonia – wieś w stanie Missouri w Stanach Zjednoczonych, wchodząca w skład miasta wydzielonego Lincoln.